# Heterorachis reducta
Heterorachis reducta là một loài bướm đêm trong họ Geometridae.